# Wizowy System Informacyjny
Wizowy System Informacyjny (ang. Visa Information System, VIS) – system informacyjny służący wymianie danych wizowych między państwami członkowskimi układu z Schengen.
Wizowy System Informacyjny oparty jest na architekturze scentralizowanej oraz składa się z centralnego systemu informacyjnego, zwanego „Centralnym Wizowym Systemem Informacyjnym” (CS-VIS), z interfejsu w każdym państwie członkowskim, zwanego „interfejsem krajowym” (NI-VIS), który zapewnia połączenie z odpowiednimi centralnymi władzami krajowymi odpowiedniego państwa członkowskiego oraz z infrastruktury komunikacyjnej między Centralnym Wizowym Systemem Informacyjnym i interfejsami krajowymi.